# كنوت فيرنر هانسن
كنوت فيرنر هانسن (بالنرويجية البوكمول: Knut Werner Hansen)‏ هو سياسي نرويجي، ولد في 22 نوفمبر 1951. حزبياً، نشط في حزب العمال. وقد انتخب county mayor of Troms ‏ (2011 – ) وانتخب نائب عضو برلمان النرويج ‏.